# Isotta Brembati
Isotta Brembati (Bergamo, 1533 – Bergamo, 24 febbraio 1586) è stata una nobildonna e poetessa italiana.

## Biografia
Isotta Brembati era figlia di Gian Gerolamo Brembati, un nobile di Bergamo del XVI secolo, e della sua terza moglie Daria Rovati. Aveva un fratello di nome Leonino. I suoi nonni paterni erano Lucina Brembati e Leonino Brembati, entrambi immortalati da due tele di Lorenzo Lotto. Studiò lingue, in particolare il latino, il francese e lo spagnolo, lingua nella quale dettò molti motti per gli stemmi nobiliari. Essa stessa ne aveva uno, fatto alquanto raro per le donne, in cui all'immagine del Giardino delle Esperidi si univa il motto " Yo mejor las guardaré". Aveva anche una profonda conoscenza della musica e del canto, che praticava nella sua forma di "canto figurato", tecnica assai in voga nel Cinquecento basato sull'uso di note di diversa qualità e di diversa lunghezza.

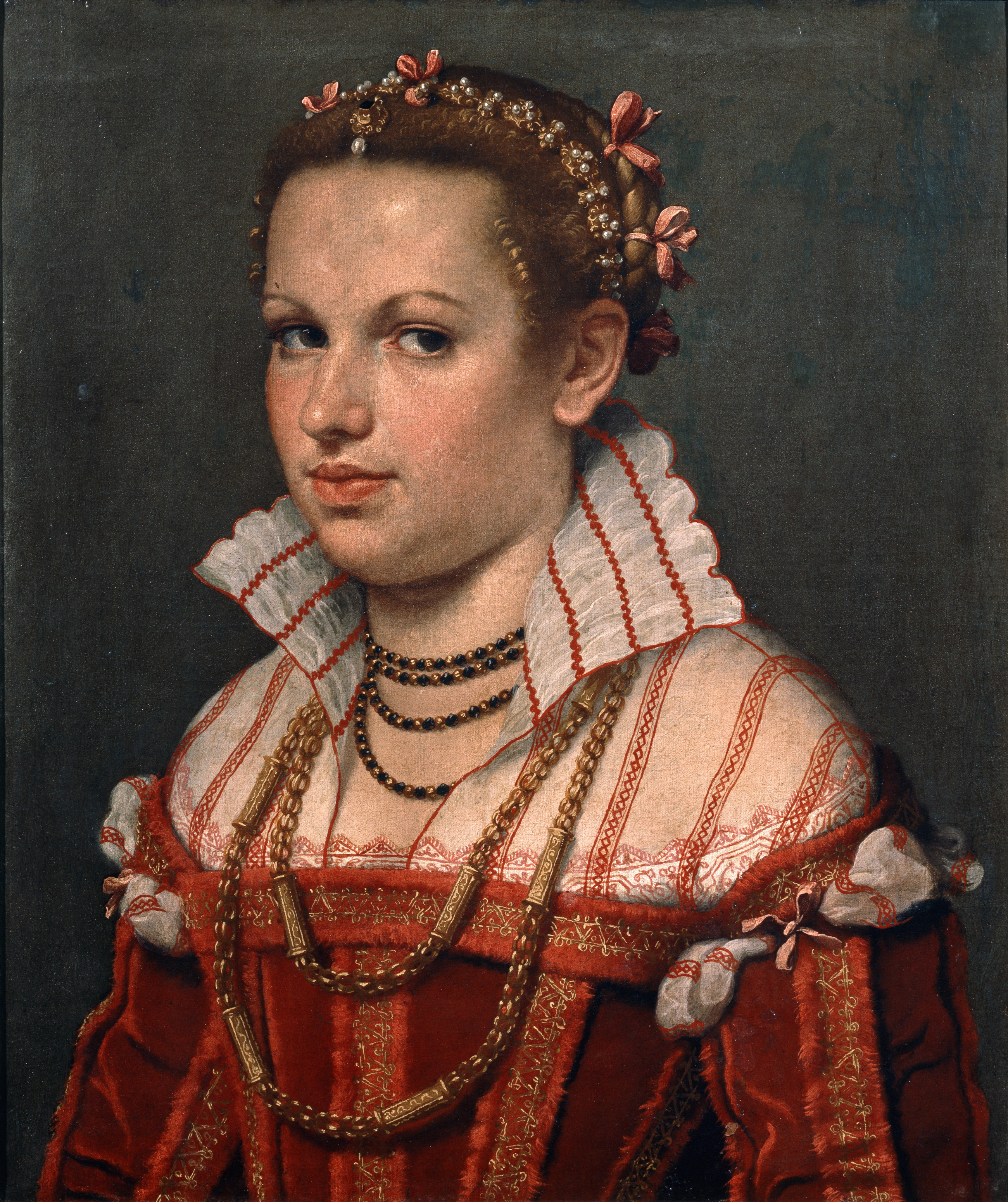
Ritratto di Isotta Brembati Grumelli-Giovan Battista Moroni

Sposò Lelio Secco d’Aragona di Castro, dal quale ebbe quattro figli: Flaminio che morirà in età giovanile, Isabella che sarà badessa del monastero di Santa Marta in Bergamo nel 1604, Lelia monaca nello stesso convento domenicano e Flaminia, andata in sposa a Ottavio Brembati nel 1575. Rimasta vedova si risposò nel 1561 con il nobile Gian Gerolamo Grumelli con il quale ebbe cinque figli: Fulvia andata in sposa ad Ercole Pusterla, Maria Virginia che sposa prima Giulio Secco Suardi e poi il conte Camillo Secco Suardi, Isotta che sposerà Nicolò Vertema Franchi di Chiavenna, e i due maschi Bartolomeo Fulvio e Gianfranco morti nei primi mesi di vita. Tra le sue figlie ben due si fecero suore, a loro risulta un suo legato notarile del 1582: [...] lire 55 imperiali dell’entrate dei miei beni ogni anno ciascuna per Sor Isabella et Sor Lelia, mie figliuole monache nel monastero di Santa Marta. Et venendo al caso che una delle altre mie figliuole si facesse monaca, voglio che abbia un simile legato come ho fatto a ciascuna delle suddette.
I coniugi Brembati Grumelli abitano nel palazzo Grumelli in via Porta Dipinta, a Bergamo, dove Isotta morirà nella notte tra il 23 e il 24 febbraio 1586 mentre desinava con suo marito, "...essendole caduta la goccia, e per ciò perduti tutti i sentimenti se n'è passata all'altra vita, e noi tutti rimasi sbigottiti e in pianto"
I suoi nobili natali e i matrimoni con importanti famiglie le diedero la possibilità di rendere pubbliche le sue capacità artistiche e letterarie. Le sue poesie scritte in tre lingue ebbero una certa fama, tanto che alcuni suoi sonetti si trovano in raccolte di più artisti. Nei salotti dove si riuniva la nobiltà del tempo, appassionata e intellettualmente preparata alla letteratura dell'epoca, la poesia veniva prodotta abbondantemente.
Isotta Brembati fu ritratta due volte, una volta in busto in età quasi adolescenziale e una volta in figura intera, nel 1552-1553, da Giovanni Battista Moroni, che eseguì anche il ritratto a figura intera del conte Gian Gerolamo Grumelli.